# Operación Ten-Gō
La operación Ten-Gō (del japonés Kyūjitai: 天號作戰, Shinjitai: 天号作戦 ten-gō sakusen), también llamada Ten-ichi-gō (operación Cielo Uno), fue la última operación naval japonesa en la Guerra del Pacífico durante la Segunda Guerra Mundial.
En abril de 1945, el acorazado japonés Yamato —el mayor del mundo— zarpó desde Japón junto con otras nueve naves de guerra japonesas para realizar un ataque suicida contra las fuerzas aliadas que estaban luchando en la batalla de Okinawa. Las fuerzas japonesas fueron interceptadas y destruidas casi en su totalidad por los portaaviones estadounidenses, gracias a la supremacía aérea americana. El Yamato y otros cinco barcos japoneses fueron hundidos.
La batalla, acontecida en la etapa final de la guerra, puso en evidencia la resolución de las autoridades japonesas de llevar al extremo los ataques kamikazes para detener el avance aliado hacia el archipiélago japonés, llegando incluso al sacrificio de una armada sin protección frente a los ataques aéreos masivos.

## Antecedentes
Durante la primavera de 1945, después de la campaña de las Islas Salomón, la batalla del Mar de Filipinas y la batalla del Golfo de Leyte, la una vez formidable Flota Combinada de la Marina Imperial Japonesa fue reducida a solo un puñado de buques de guerra operacionales y a un escaso componente aéreo. La mayoría de las naves restantes de la Flota Combinada estaban estacionadas en puertos japoneses, las naves más grandes se encontraban en su mayoría en la localidad de Kure, en la prefectura de Hiroshima.
Con las invasiones de Saipán e Iwo Jima, las fuerzas aliadas (principalmente estadounidenses) comenzaron su campaña militar contra las islas japonesas. Como un paso previo a una invasión planificada a las islas principales japonesas, las fuerzas aliadas invadieron Okinawa el 1 de abril de 1945. En marzo, el emperador Hirohito quería conocer, en una sesión, los avances de la prevista invasión a Okinawa. Los líderes militares japoneses explicaron que el Ejército Imperial Japonés estaba planeando extensivos ataques aéreos, incluyendo el uso del kamikaze. El emperador entonces preguntó: «¿Pero qué hay acerca de la Marina? ¿Qué están haciendo para defender Okinawa?» Bajo la presión del emperador para realizar un ataque, los comandantes de la Marina Imperial Japonesa concibieron una misión suicida con las naves operacionales de reserva, que incluían al gigantesco acorazado Yamato.
Este plan, diseñado bajo la dirección del comandante en jefe de la Flota Combinada, el almirante Soemu Toyoda, dispuso al Yamato y a sus naves escolta para atacar la flota de apoyo estadounidense que respaldaba las tropas en tierra que estaban al oeste de Okinawa. La batalla se realizaría en la playa entre las localidades de Higashi y Yomitan y pelearían como baterías costeras hasta que estuviesen destruidos. Una vez destruidos, la tripulación sobreviviente abandonaría las naves y combatiría contra las fuerzas estadounidenses en tierra. Existiría un pequeño respaldo aéreo a las naves, que estaría concentrado en los ataques aéreos estadounidenses. Para ejecutar el plan, las naves asignadas zarparían de Kure hacia Tokuyama, en la prefectura de Yamaguchi, el 29 de marzo. Sin embargo, desafiando las órdenes para preparar la misión, el vicealmirante Seiichi Itō, comandante de la fuerza Ten-Gō, aun negando la orden procedida tomó las naves, creyendo que el plan era inútil y derrochador.

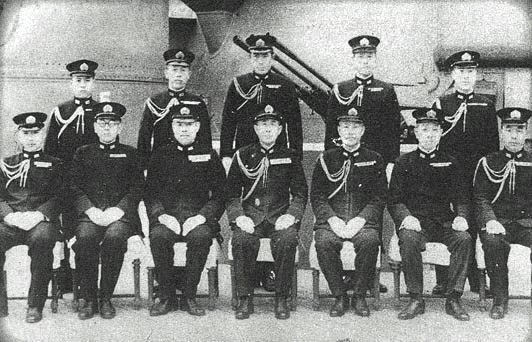
El Estado Mayor de la 2.ª Flota a bordo del Yamato el 5 de abril de 1945, dos días antes de la batalla.

El 5 de abril, el vicealmirante Ryūnosuke Kusaka viajó de Tokio a Tokuyama en un último intento para convencer a los comandantes de la Flota Combinada, incluyendo al almirante Itō, para que aceptaran el plan. Al escuchar por primera vez la explicación de la operación planeada (el plan estaba bajo secreto para la mayoría de ellos hasta ese momento), los comandantes y capitanes de la Flota Combinada se unieron de manera unánime a la causa del almirante Itō de rechazar el plan por las mismas razones que él había expresado. Kusaka explicó que el ataque de la Marina podía ayudar a distraer el componente aéreo estadounidense y permitir al Ejército Imperial ataques aéreos contra la flota estadounidense en Okinawa. Explicó también que los líderes nacionales de Japón, incluyendo al Emperador, estaban deseosos de que la Marina hiciera su mejor trabajo para apoyar la defensa de Okinawa. Al escuchar esto, los comandantes de la Flota Combinada desistieron y aceptaron el plan propuesto. Los tripulantes de las naves fueron avisados de la misión y se les dio la oportunidad de no participar en ella si deseaban. Ninguno lo hizo. Sin embargo, a los tripulantes novatos, enfermos e incapacitados se les ordenó que evacuaran las naves. Los tripulantes ahora estaban comprometidos con simulacros de último minuto para preparar la misión, la mayoría practicando procedimientos de control de daños. A la medianoche las naves fueron abastecidas de combustible. Al parecer, desafiando secretamente las órdenes de proveer a las naves con combustible suficiente para llegar a Okinawa, el personal en Tokuyama en realidad suministró al Yamato y a las otras naves con casi todo el combustible restante en el puerto, a pesar de que probablemente no era suficiente para que las naves regresaran al Japón desde Okinawa.

## La batalla

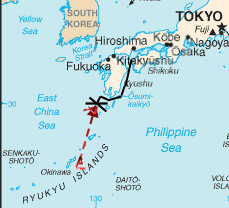
Rutas de la Marina Japonesa (en negro) y de los portaaviones estadounidenses (en rojo) hacia el lugar de la batalla (X).

El 6 de abril, a las 16:00, el Yamato, con el almirante Itō a bordo, el crucero ligero Yahagi y ocho destructores zarparon de Tokuyama para llevar a cabo la misión. Dos submarinos estadounidenses, el Threadfin y el Hackleback, divisaron a las naves japonesas y las siguieron al sur a través del canal de Bungo, pero fueron incapaces de atacar. Sin embargo, comunicaron a la flota estadounidense la incursión japonesa.
Al amanecer del 7 de abril, las naves japonesas salían de la península de Osumi rumbo a mar abierto, en dirección sur desde Kyushu hacia Okinawa. Navegaban en formación defensiva, con el Yahagi acompañando al Yamato y los ocho destructores distribuidos en un anillo alrededor de las dos naves más grandes, a una distancia de 1500 metros uno del otro y moviéndose a una velocidad de 20 nudos. Uno de los destructores japoneses, el Asashimo, tuvo problemas mecánicos y tuvo que regresar. Posteriormente un avión de reconocimiento estadounidense se convertiría en la sombra de las fuerzas japonesas; a las 10:00, las naves japonesas tomaron rumbo oeste para simular una retirada, pero a las 11:30, nuevamente tomarían dirección hacia Okinawa.

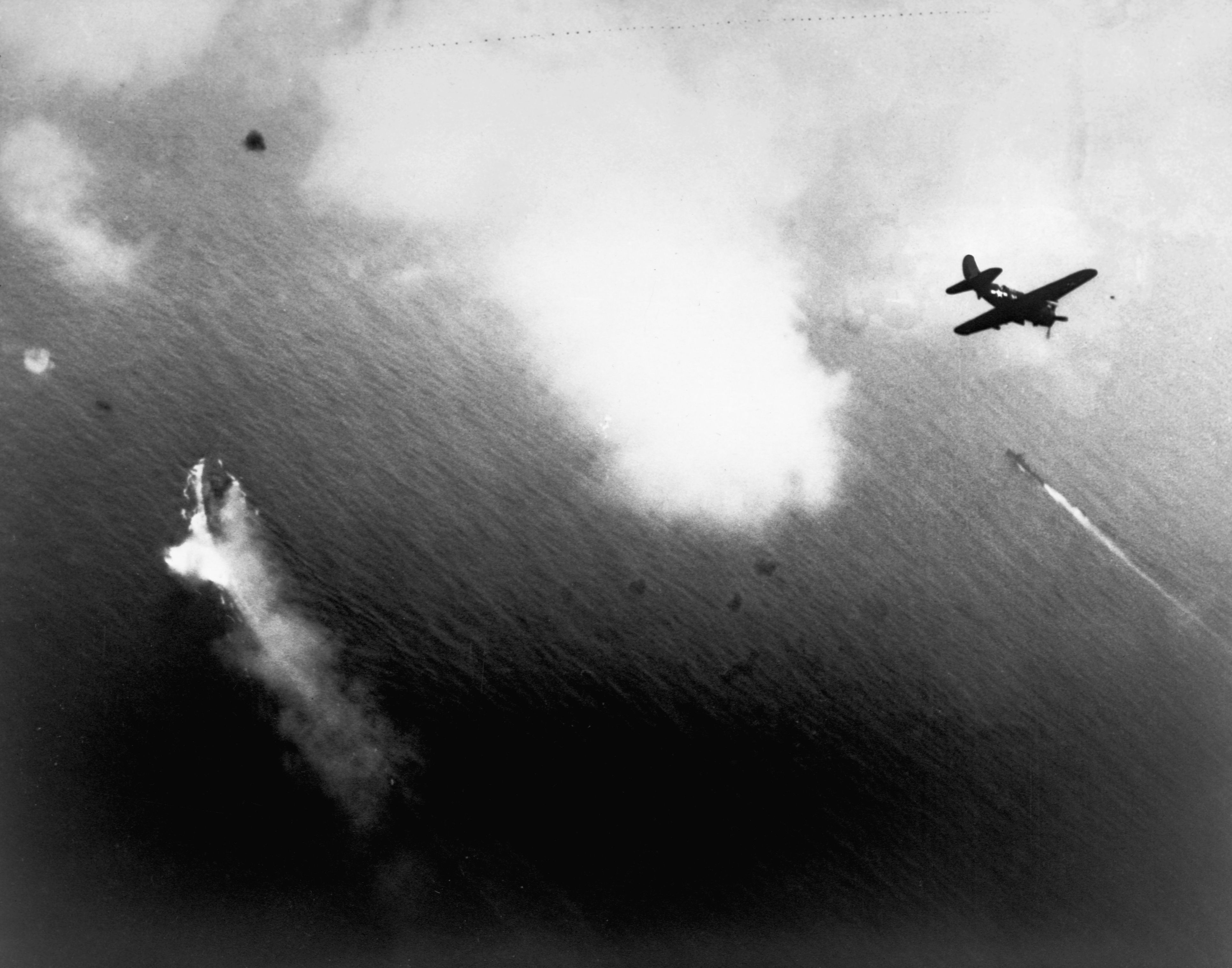
Un bombardero estadounidense comienza su ataque al Yamato (centro izquierda). Un destructor japonés se encuentra a la derecha de la imagen.

A las 10:00 del 7 de abril, la marina estadounidense inició el lanzamiento de casi 400 aviones desde once portaaviones de la Task Force 58 (Hornet, Bennington, Belleau Wood, San Jacinto, Essex, Bunker Hill, Hancock, Bataan, Intrepid, Yorktown, y Langley) que se encontraban al este de Okinawa y estaban al mando del vicealmirante Marc A. Mistcher. La fuerza aérea consistía en cazas F6F Hellcats y F4U Corsairs; bombarderos SB2C Helldivers y SBD Dauntless; y torpederos TBF Avengers. Una fuerza de seis acorazados (Massachusetts, Indiana, New Jersey, South Dakota, Wisconsin y Missouri), apoyados por varios cruceros (incluidos el Alaska y Guam) y destructores, estaban dispuestos a interceptar la flota japonesa si el ataque aéreo no tenía éxito.
Dado que las fuerzas japonesas no tenían suficiente apoyo aéreo, los aviones estadounidenses fueron capaces de realizar múltiples ataques sin temer a la fuerza aérea japonesa. Después de dos horas de vuelo desde Okinawa, los aviones alcanzaron al grupo del Yamato e iniciaron el ataque aéreo, rodeando a la formación de naves fuera del límite de la defensa antiaérea y concentrándose en atacar a los barcos de guerra.
La primera oleada aérea estadounidense divisó a los barcos japoneses a las 12:30. Entonces los barcos comenzaron a aumentar su velocidad a 25 nudos, a realizar maniobras evasivas y a abrir fuego con las defensas antiaéreas disponibles; el Yamato llevaba alrededor de 150 armas antiaéreas. Los torpederos estadounidenses atacaron desde babor, ya que atacando desde ese lado podían incrementar la probabilidad de que los barcos se hundieran.

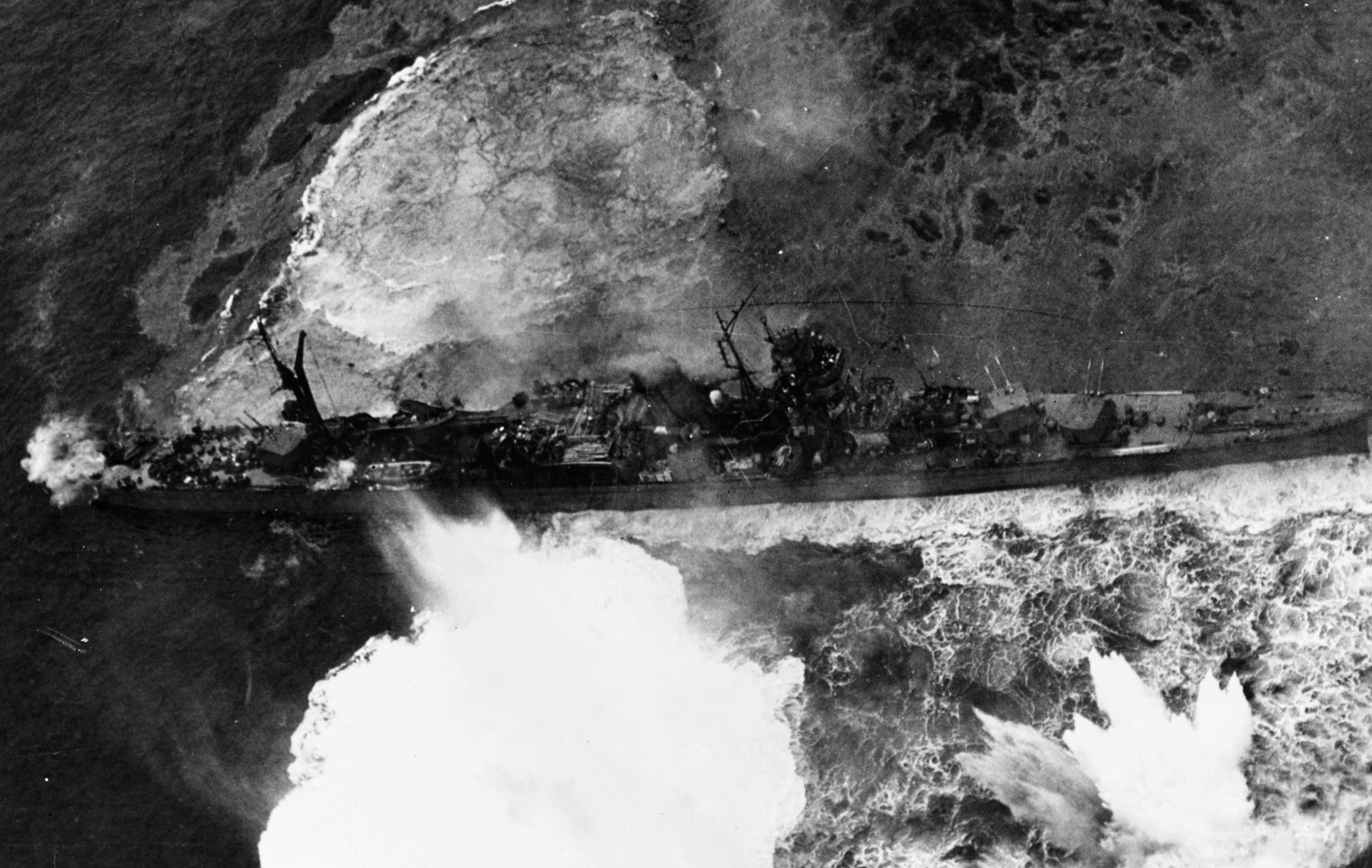
El crucero ligero Yahagi bajo el intenso ataque de las bombas y torpedos.

A las 12:46, un torpedo impactó directamente en la popa del Yahagi y bloqueó los timones en un ángulo de 30 grados a babor; los tripulantes del Yahagi hicieron todo lo posible para mantener en flote al barco y de hecho el Yahagi aún podía avanzar a una velocidad de 14 nudos, pero con los timones atascados empezó a tener una marcada escora a babor y su velocidad se redujo drásticamente, hasta que finalmente el barco se detuvo. A las 12:54, 30 A6M3 y A6M5 Zero de una base aérea cercana se dirigieron al lugar de la batalla y trataron desesperadamente de brindar cobertura aérea a la flota japonesa; sin embargo, debido al intenso fuego antiaéreo de los barcos, pronto se sembró la confusión entre los zeros y esto los volvió presa fácil ante los cazas estadounidenses. Veinte de los zeros fueron destruidos, mientras que estos solo lograron derribar un F6F Hellcat.
Inutilizado, el Yahagi recibió además el impacto de seis torpedos y doce bombas de los múltiples ataques aéreos. El destructor japonés Isokaze acudió en ayudar del Yahagi pero también fue atacado, gravemente dañado y posteriormente naufragó. El Yahagi se volcó y se hundió a las 14:05. Sus sobrevivientes, abandonados en el mar, podían ver el Yamato en la distancia, aún moviéndose hacia el sur y enfrentándose al ataque aéreo estadounidense. Sin embargo, realmente el Yamato estaba a solo minutos de su hundimiento.
Durante la primera oleada de ataques, el Yamato realizó una serie de intensas maniobras evasivas que provocó que la mayoría de las bombas y torpedos no acertaran, aunque recibió dos bombas penetradoras y un torpedo. La velocidad del acorazado no resultó afectada, pero una de las bombas provocó un incendio en la superestructura que no pudo ser extinguido. Durante la primera ola, los destructores japoneses Hamakaze y Suzutsuki también fueron gravemente dañados y tuvieron que abandonar la batalla. El Hamakaze se hundió poco después.

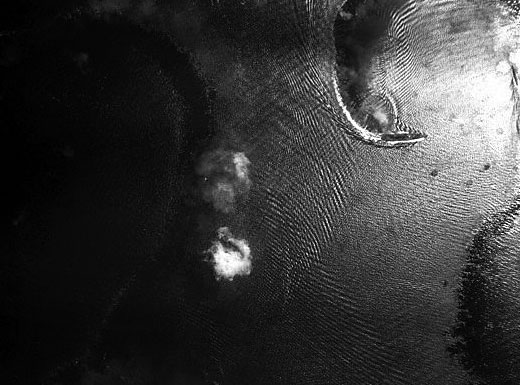
El Yamato (arriba a la derecha) esquivando el ataque aéreo durante la batalla.

Entre las 13:20 y las 14:15, llegó la segunda y la tercera ola de ataques provenientes de los aviones estadounidenses, que tenían como objetivo al Yamato. Hasta ese momento, el Yamato había recibido el impacto de al menos ocho torpedos y más de quince bombas. Las bombas habían causado un daño considerable en el buque, incluyendo el desmantelamiento del sistema de control de armas y forzando el uso de las armas antiaéreas de manera manual e individual, lo que redujo bastante su efectividad. El torpedo destrozó casi todo el lado a babor y provocó que el Yamato sufriera daños irreparables. La estación de control de daños había sido destruida por un impacto, haciendo imposible contrarrestar la inundación en los espacios especialmente designados dentro del casco que soportaban el daño del casco. A las 13:33, en un intento desesperado de mantener la nave a flote, el equipo de control de daños del Yamato hizo contrapeso inundando los cuartos de máquinas a estribor y la sala de calderas. Esto mitigó el problema pero causó la muerte por ahogamiento de cientos de tripulantes que estaban en esa sección y desconocian que dichos compartimentos iban a ser llenados de agua. Los cuerpos sin vida de estos tripulantes dentro del Yamato estuvieron flotando alrededor de 30 minutos. La pérdida de las máquinas a estribor, junto con el peso del agua, hicieron que la velocidad del Yamato se redujera a solo 10 nudos.
Con una velocidad menor, el Yamato sería un objetivo más fácil para los torpederos estadounidenses que se concentraron en apuntar al timón y a la popa con torpedos, para detener al acorazado. A las 14:02, con el Yamato deteniéndose y a punto de hundirse, el almirante Itō ordenó la cancelación de la misión y el abandono de la nave, junto con el rescate de los supervivientes de parte de las naves restantes. El Yamato comunicó este mensaje a las otras naves mediante banderas de señales, ya que el sistema de radio había sido destruido.

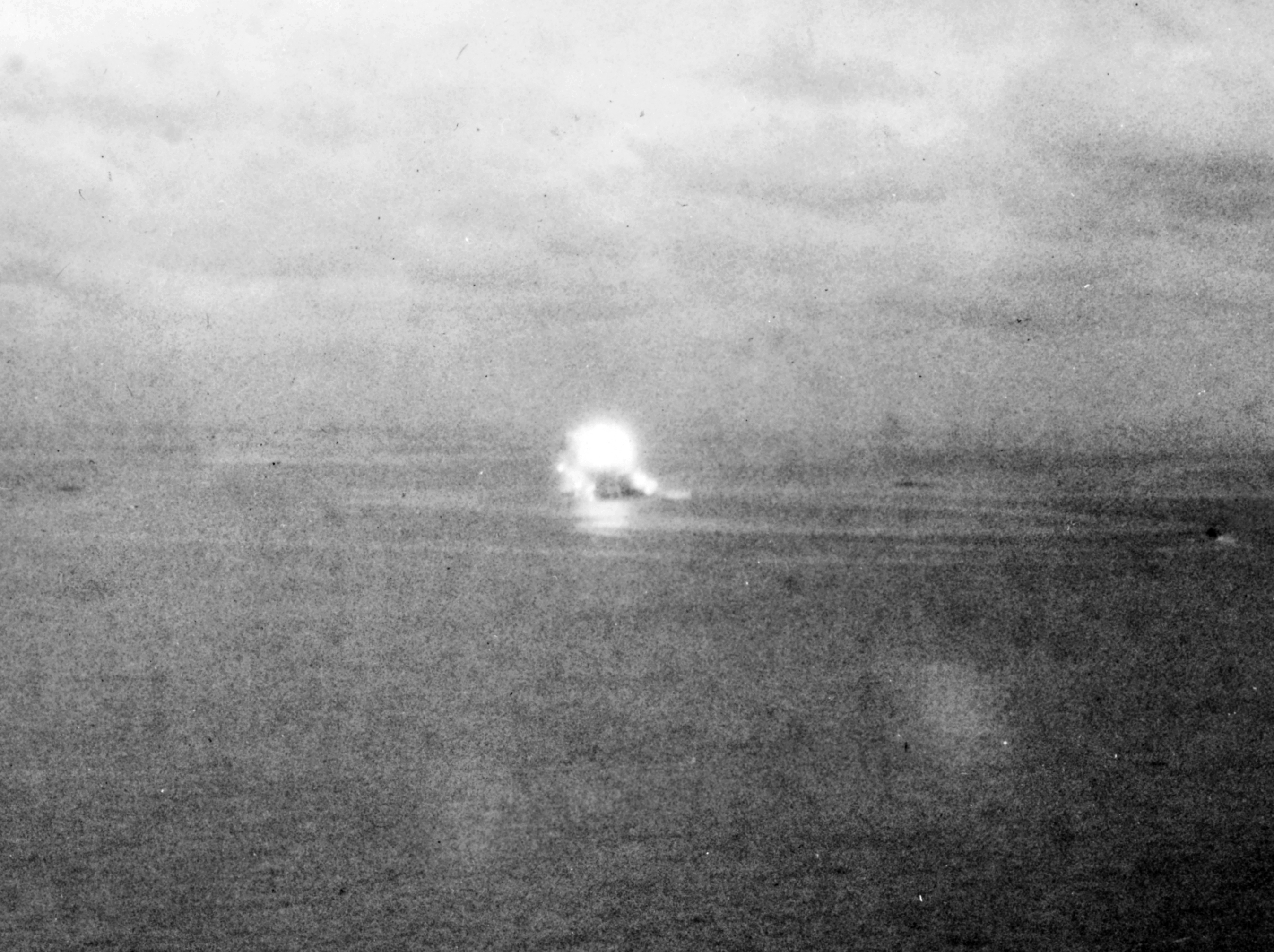
El Yamato, en llamas, comienza a hundirse.

A las 14:05 el Yamato se detuvo por completo en el mar y comenzó a volcarse. El almirante Itō y el capitán del Yamato, Kōsaku Aruga, decidieron quedarse en la nave y se negaron a abandonarla con el resto de los sobrevivientes. A las 14:20 se volcó por completo y comenzó a hundirse (30°22′N 128°04′E / 30.367, 128.067). A las 14:23, la nave explotó y dicha explosión se escuchó hasta 200 km en Kagoshima y formó una nube de hongo de 6 km de altura. La explosión pudo haber ocurrido por el fuego que llegó al cuarto principal de municiones.
La fuerza aérea estadounidense bombardeó y hundió el destructor japonés Asashimo mientras este trataba de regresar a puerto. El destructor japonés Kasumi también fue hundido por los ataques aéreos. El Suzutsuki, a pesar de que su casco estaba averiado, pudo regresar a Sasebo, Japón, yendo en reversa.
Los tres destructores menos afectados (el Fuyuzuki, el Yukikaze y el Hatsushimo) pudieron rescatar 280 sobrevivientes del Yamato (de una tripulación de 2700), 555 supervivientes del Yahagi (de una tripulación de 1000) y 800 sobrevivientes de las naves Isokaze, Hamakaze y Kasumi. Sin embargo, 3700 japoneses perecieron en la batalla. Las naves supervivientes retornaron a Sasebo.

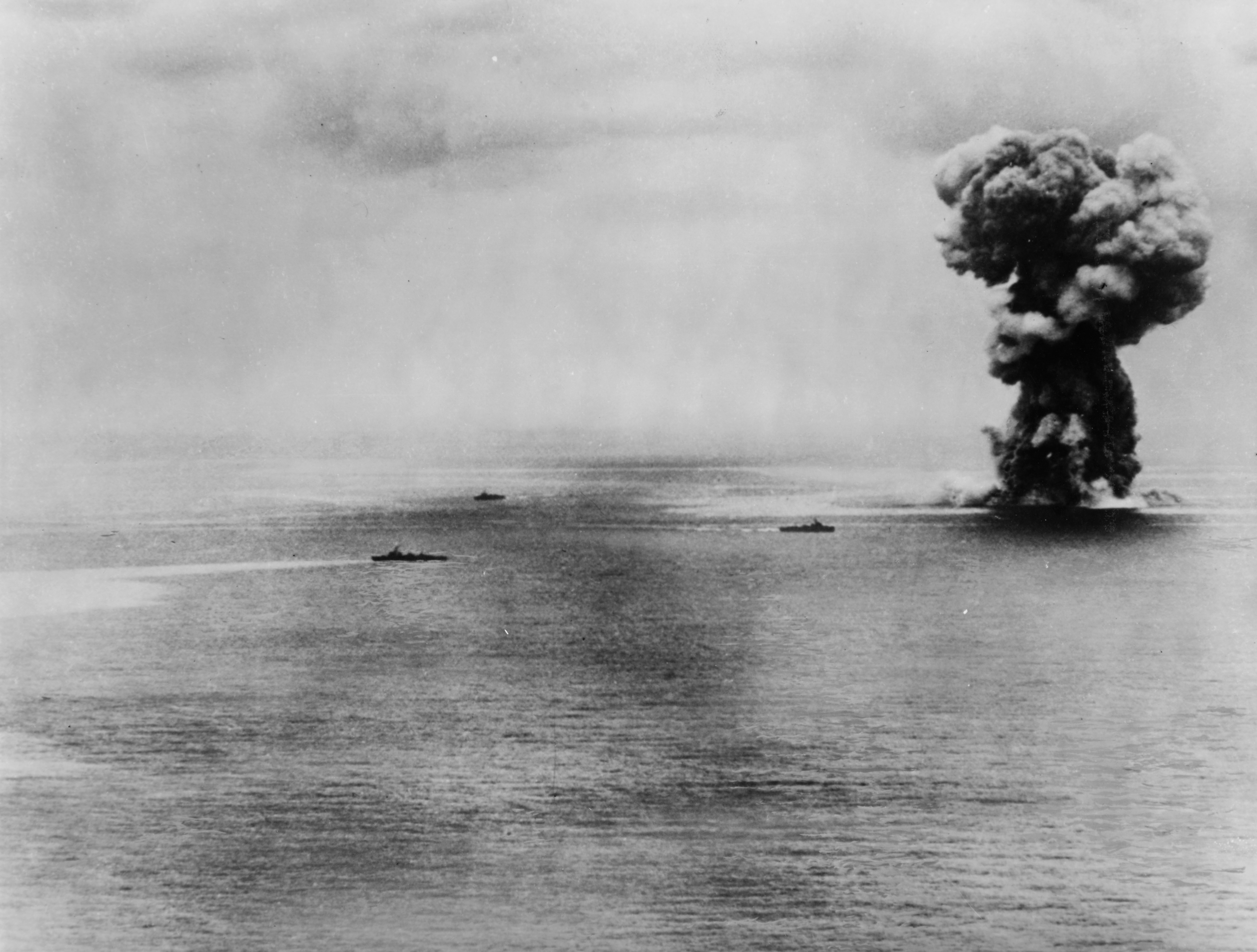
El Yamato explosiona.

El fuego antiaéreo japonés derribó un total de diez aviones; hidroplanos y submarinos rescataron a algunos de los pilotos. En total, hubo doce bajas del lado estadounidense. Algunos de los supervivientes japoneses reportaron que los pilotos estadounidenses ametrallaron a los japoneses que estaban flotando en el agua. Esto fue un crimen de guerra o un intento legítimo de proteger a los pilotos estadounidenses que estaban flotando en el mar y que estaban esperando un rescate. Los supervivientes también reportaron que los aviones estadounidenses interrumpieron temporalmente sus ataques a los destructores japoneses durante el momento en que éstos estaban recogiendo a los supervivientes del agua.
Durante la batalla, el Ejército Imperial Japonés realizó un ataque aéreo a la flota naval estadounidense en Okinawa, tal como se había planeado, pero no logró hundir ningún buque. Alrededor de 115 aviones, muchos de ellos kamikazes, atacaron los barcos estadounidenses durante el 7 de abril. Los aviones kamikazes impactaron al Hancock, al acorazado Maryland y al destructor Bennett, causaron daños moderados al Hancock y Maryland y graves al Bennett. Alrededor de 100 aviones japoneses desaparecieron en el ataque.

## Consecuencias
Ten-Gō fue la última gran operación naval japonesa de la guerra. Las naves de guerra japonesas que quedaban tuvieron poca acción en las operaciones de combate durante el resto del conflicto. El Suzutsuki nunca se reparó. El Fuyuzuki fue reparado pero impactó con una mina estadounidense en Moji, Japón, el 20 de agosto de 1945 y no pudo ser reparado nuevamente. El Yukikaze sobrevivió a la guerra casi intacto. El Hatsushimo impactó con una mina estadounidense el 30 de julio de 1945, cerca de Maizuru, Japón, y fue el 129.º y último destructor japonés hundido en la guerra.
Okinawa fue declarado seguro por las fuerzas aliadas el 21 de junio de 1945, después de una aguerrida batalla. Japón se rindió en agosto de 1945, después de que los Estados Unidos lanzaran dos bombas atómicas en Hiroshima y Nagasaki. La aparente decisión del Japón de sacrificar gran parte de su población usando tácticas suicidas, como la operación Ten-Gō y la batalla de Okinawa, fue interpretada como una razón de los Aliados para tomar la decisión de emplear armas nucleares contra Japón.
Otros comandantes de la Marina Imperial Japonesa tuvieron opiniones muy negativas acerca de la operación, creyendo que era una pérdida de vidas humanas y de preciado combustible. El capitán Atsushi Ōi, que comandaba la flota de escolta, criticó que se malgastase el combustible y otros recursos en la operación. Cuando habían dicho que el objetivo de la operación era por «la tradición y la gloria de la Marina», él exclamó:

Esta guerra es por nuestra nación, ¿por qué el honor de nuestra «flota de superficie» es más respetado? ¿Quién se preocupa de su gloria? ¡Idiotas!

La historia de esta operación es venerada en cierto grado en la actualidad, ya que se evidencia en ciertos aspectos de la cultura japonesa popular que retratan el acontecimiento como un heroico, desinteresado, pero inútil esfuerzo simbólico de los marinos japoneses en defender su nación. Una de las muestras de que este evento tuvo un destacable significado en la cultura japonesa es que la palabra Yamato era a veces usada como el nombre poético del propio Japón. Así, con el fin del acorazado Yamato pudo servir como una metáfora para el fin del Imperio de Japón.

### Libros
- Feifer, George (2001). «Operation Heaven Number One». The Battle of Okinawa: The Blood and the Bomb. The Lyons Press. ISBN 1-58574-215-5.
- Hara, Tameichi (1961). «The Last Sortie». Japanese Destroyer Captain. Nueva York y Toronto: Ballantine Books. ISBN 0-345-27894-1. — Relato oficial de la batalla por el capitán del crucero japonés Yahagi.
- Skulski, Janusz (1989). The Battleship Yamato. Annapolis, Maryland: Naval Institute Press. ISBN 0-87021-019-X.
- Spurr, Russell (1995). A Glorious Way to Die: The Kamikaze Mission of the Battleship Yamato, April 1945. Newmarket Press. ISBN 1-55704-248-9.
- Yoshida, Mitsuru; Richard H. Minear (1999). Requiem for Battleship Yamato. Annapolis, Maryland: Naval Institute Press. ISBN 1-55750-544-6.  — Relato oficial de la batalla por el único oficial de brigada sobreviviente del Yamato.
- Ōi, Atsushi (1992). Kaijo Goeisen. Asahi Sonorama. ISBN 4-05-901040-5.

### Medios audiovisuales
- NOVA, Sinking the Supership (Videodocumental). Boston: WGBH Educational Foundation y Bang Singapore Private Limited. 2005. http://www.pbs.org/wgbh/nova/supership/. — Documental de una hora acerca de la operación Ten-Gō.
- Uchu senkan Yamato (Space Battleship Yamato) (Serie de TV). Japón: Office Academy. 1974. http://www.imdb.com/title/tt0140644/. — Space Battleship Yamato es una serie animada que está ambientada en el futuro y en el que el Yamato es rescatado de las profundidades y es convertido en una nave espacial, y es enviado al espacio exterior en una misión para luchar contra invasores alienígenas que atacaron la Tierra con bombas de fuego y de radiación.
- Otoko-tachi no Yamato (Men's Yamato) (Película). Japón: Toei Co. Ltd.. 2005. http://www.imdb.com/title/tt0451845/. — Película japonesa que dramatiza la operación Ten-Gō desde la perspectiva de los tripulantes del Yamato.